# Дача Кічкіне
Дача (палац) Кічкіне (крим. Kiçkene) — дача на території селища Курпати, Крим.

## Історія

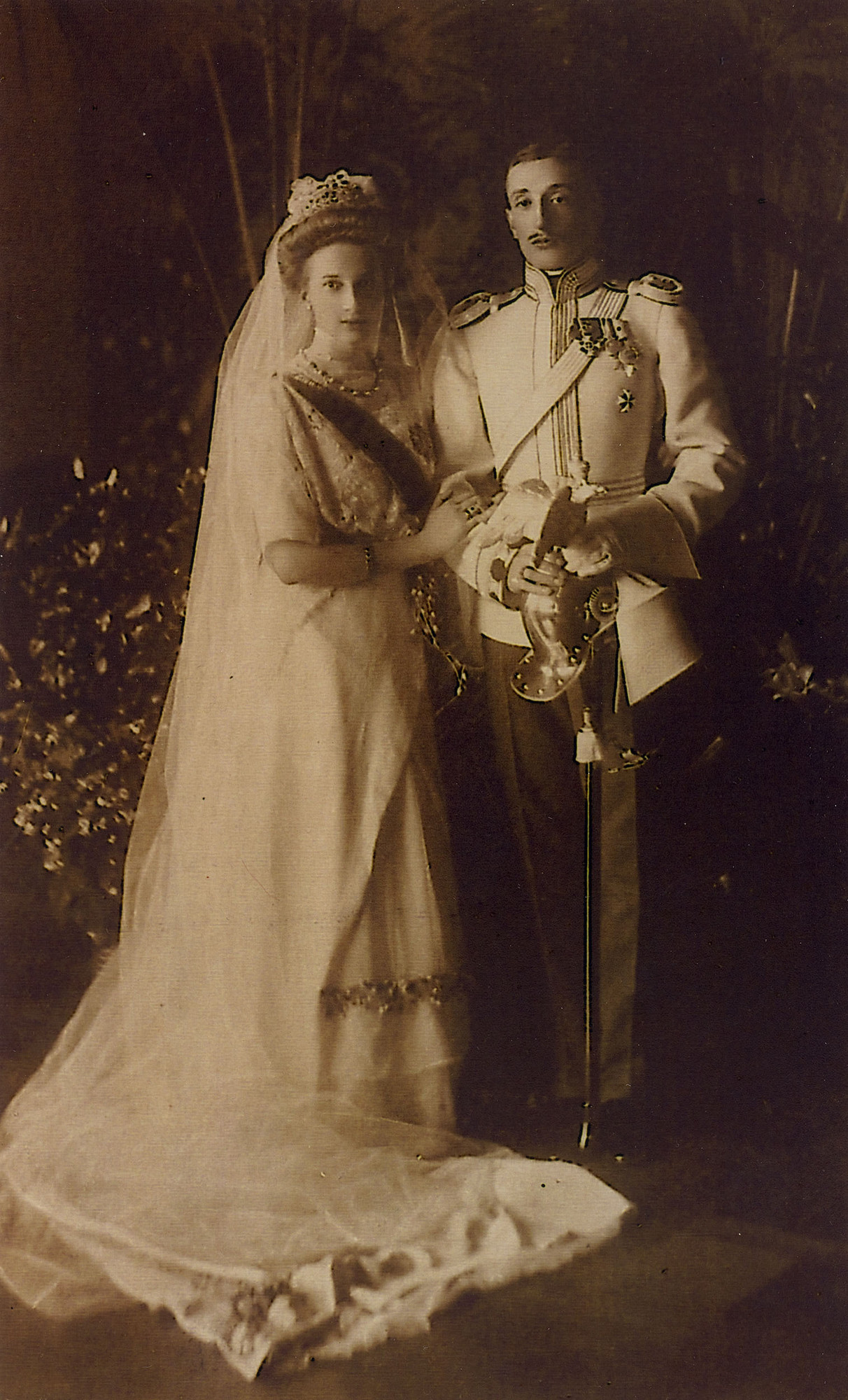
Тетяна Костянтинівна Романова з чоловіком князем Багратіон-Мухранським

Великий князь Дмитро Костянтинович придбав в березні 1912 ділянку землі на Південному березі Криму для будівництва невеликого палацу біля самого берега моря. Він доручив своєму управителю справами О. В. Короченцеву придбати у Ялтинського відділення Товариства російських лікарів невелику дачу «Ай-Нікола», розташовану на краю крутого берегового обриву. Раніше вона належала відомому артисту Імператорських театрів М. Ф. Сазонову, а потім була куплена Товариством для розширення «Кліматичної колонії для слабких і хворобливих дітей». Цьому крихітному маєтку, розміром дві з чвертю десятини, Дмитро Костянтинович дав кримськотатарську назву «Кічкіне» — «маленький», «крихітка».
Із замовленням на облаштування маєтку великий князь звернувся до фірми Тарасових, жителів Ялти, які мали в той час представництво в Санкт-Петербурзі. Всі три брати, які закінчили Петербурзький інститут, в основному спеціалізувалися на будівництві залізничних споруд, а Микола Георгійович з 1900 по 1912 роки був ялтинським міським архітектором.

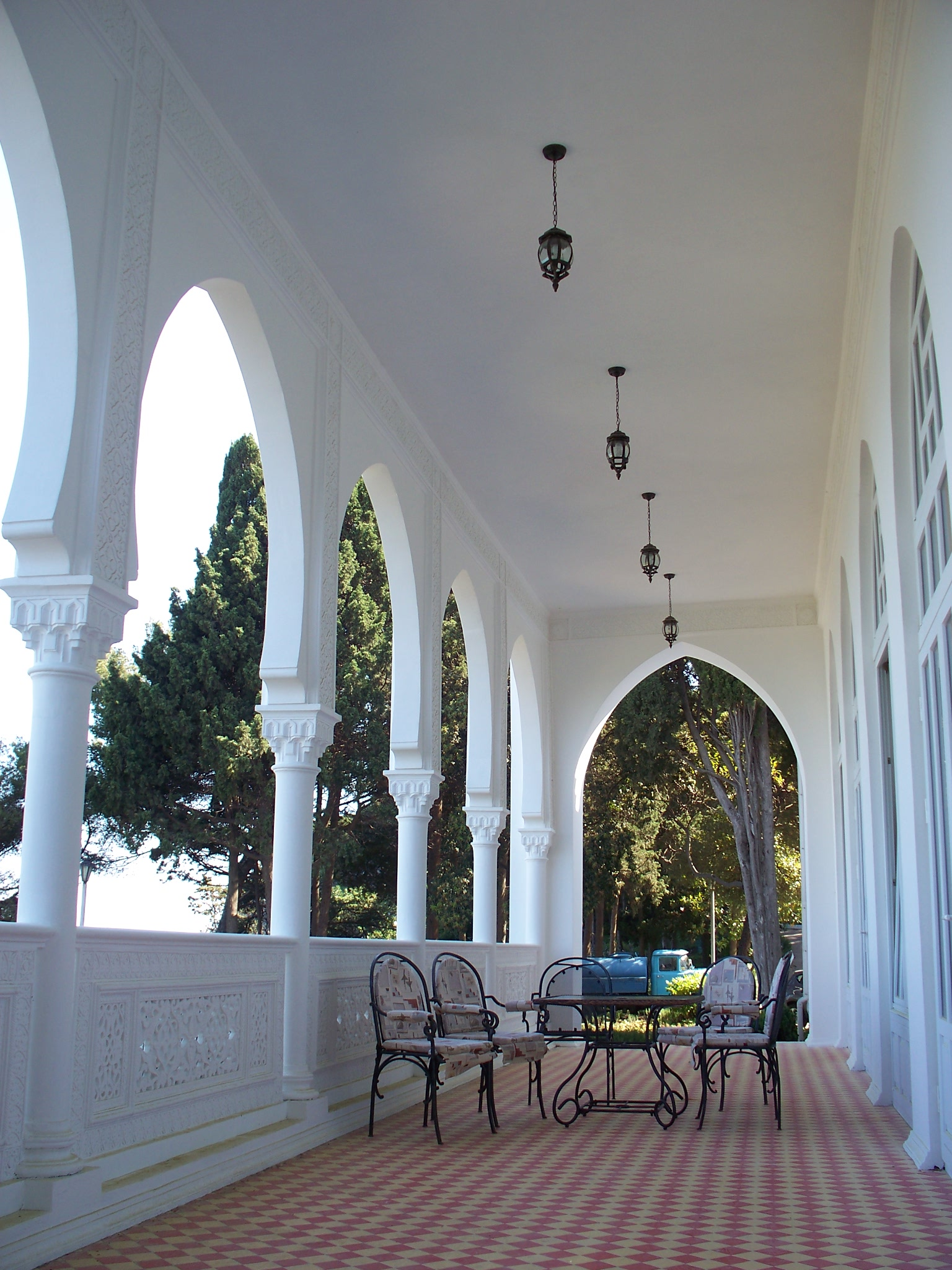
Кічкіне, південна тераса

Вже до кінця березня 1912 М. Г. Тарасов склав проєкт палацу в східному стилі та кошторис на будівництво та обладнання всіх будівель у маєтку на загальну суму 125 800 рублів.
Керівництво будівельними роботами в Кічкіне взяв на себе Василь Георгійович Тарасов. За договором з Управлінням справами великого князя, складеним 5 травня 1912, він зобов'язався вже до жовтня побудувати будиночок для власника маєтку, а інший обсяг робіт закінчити до жовтня 1913 (палац, перехід до будиночка Дмитра Костянтиновича, кухню і гараж зі службами, підпірні стіни, дороги, паркани, ворота, водопровід, центральне водяне опалення та каналізацію).
Третій з Тарасових — Олександр Георгійович — доєднався до роботи вже на стадії оздоблення приміщень палацу. В оформленні інтер'єрів використовувалися мотиви декількох історичних стилів: «арабський» — у вестибюлі, великої та малої їдалень, Людовика XVI — у приймальні, ампір — у великій вітальні. Ці зали відрізнялися ліпленням з майстерною орнаментацією, а стіни кімнат великого князя декорувалися дерев'яними панелями з різьбленням.
Оскільки у термін, обумовлений з Тарасовими, багато із запланованого виявилося недоробленим, Управління справами великого князя запросило для якнайшвидшого завершення робіт в «Кічкіне» відомого ялтинського архітектора Л. М. Шаповалова (автора проєкту і будівельника «Білої дачі» А. П. Чехова). Йому, зокрема, належало авторство зручних мармурових сходів до моря, а спільно з феодосійським скульптором Л. В. Коржіновським, архітектор завершив всі роботи з декорування парадного входу і фасадів палацу ліпними орнаментами в східному стилі.
До кінця 1914 остаточно сформувалися невеликий парк і сад з квітковими клумбами, що оточував палац. Садівники маєтку — А. Аул і П. Паліцин — працювали під керівництвом запрошеного з Імператорського Нікітського ботанічного саду відомого фахівця з субтропічним культурам Ф. Калайди. З урахуванням його рекомендацій прокладалися доріжки в парку, влаштовувалися майданчики та клумби й підбиралися дерева і красиво квітучі рослини.
У 1913 році у «Кічкіне» вже оселилася і племінниця Дмитра Костянтиновича — Тетяна з чоловіком, грузинським князем Костянтином Олександровичем Багратіоном-Мухранським і маленьким сином Теймуразом. Відомо, що разом з княгинею Тетяною Багратіон-Мухранською і її двома дітьми великий князь Дмитро Костянтинович провів там грудень 1916 та січень 1917 років, повернувшись до Петрограда перед Лютневою революцією.
У 1986 році у скелі, на якій стоїть палац, було прорубано сходи з численними альтанками та гротами, що ведуть на пляж.
Палац був відданий для реставрації інвестору, який створив у цьому місці готель «Кічкіне». У 2011 році на території готелю був зроблений басейн з морською водою.